# Metz Handball
Metz Handball – francuski klub piłki ręcznej kobiet. Klub został założony w 1967 roku, z siedzibą w mieście Metz. Obecnie występuje w rozgrywkach Division 1 Kobiet.

## Sukcesy
Mistrzostwa Francji
- (18 razy: 1989, 1990, 1993, 1994, 1995, 1996, 1997, 1999, 2000, 2002, 2004, 2005, 2006, 2007, 2008, 2009, 2011, 2013)
- (6 razy: 1991, 1992, 1998, 2000, 2003, 2012)

Puchar Francji
- (7 razy: 1990, 1994, 1998, 1999, 2010, 2012, 2013)

Puchar EHF
- (1 raz: 2013)

## Kadra 2011/12
- Claudine Mendy
- Allison Pineau